# La tarea
La tarea es una película mexicana dirigida por Jaime Humberto Hermosillo y estrenada en 1991.

## Sinopsis
Virginia (María Rojo) toma una clase de filmación e invita a Marcelo (José Alonso) para filmar su encuentro después de cuatro años sin verse, todo esto con la intención de cumplir con su tarea escolar.

## Premios y reconocimientos
- Nominación al Ariel de Plata al Mejor actor con José Alonso.
- Ganadora de Mención especial en el Festival Internacional de Cine de Moscú para Jaime Humberto Hermosillo.